# Перемога (Генічеський район)
Перемо́га — село в Україні, у Новотроїцькій селищній громаді Генічеського району Херсонської області. Населення становить 156 осіб.

## Історія
Село засноване у 1933 році. 
12 червня 2020 року, відповідно до розпорядження Кабінету Міністрів України № 726-р «Про визначення адміністративних центрів та затвердження територій територіальних громад Херсонської області», Зеленівська сільська рада об'єднана з Новотроїцькою селищною громадою.
17 липня 2020 року, в результаті адміністративно-територіальної реформи та ліквідації Новотроїцького району, село увійшло до складу Генічеського району.
24 лютого 2022 року село тимчасово окуповане російськими військами під час російсько-української війни.